# Tephrosia coronilloides
Tephrosia coronilloides är en ärtväxtart som beskrevs av John Gilbert Baker. Tephrosia coronilloides ingår i släktet Tephrosia och familjen ärtväxter. Inga underarter finns listade i Catalogue of Life.